# Хлебные цены в России за два столетия (XVIII—XIX вв.)
«Хлебные цены в России за два столетия (XVIII—XIX вв.)» — монография российского историка Б. Н. Миронова. Является обобщающим исследованием о динамике хлебных цен в России с 1708 по 1914 год.

## Из истории создания
26 декабря 1969 года на заседании Учёного совета Ленинградского отделения Института истории Академии наук СССР под руководством А. Г. Манькова Б. Н. Мироновым была защищена кандидатская диссертация по теме «Хлебные цены России в XVIII в.». Вскоре, 1 февраля 1970 г. Б. Н. Миронов поступил на работу в ЛОИИна должность научного сотрудника. По материалам диссертации к 1972 г. им была подготовлена монография. Однако с этой работой произошла неприятная история: «Когда книга была представлена в редакционно-издательский совет издательства „Наука“ для включения в план издательства, один эксперт заметил, что публикация книги может иметь неблагоприятные последствия…». Из рукописи Б. Н. Миронова следовало, что в XVIII в. хлеб был дешевле и доступнее, чем при советской власти. В тот же период была подготовлена рукопись монографии Б. Н. Миронова «Хлебные цены в России в XIX — начале XX века». Но ей тоже не суждено было увидеть свет в то время
В 1985 г. вышла в свет монография «Хлебные цены в России за два столетия (XVIII—XIX вв.)» Книга объединяла две рукописи «Хлебные цены России в XVIII в.» и «Хлебные цены в России в XIX — начале XX века» написанные в 1972 г..
В 2017 году выводы Б. Н. Миронова о динамике цен на рожь были перепроверены. Был сделан вывод, что они, в целом, корректны.

## Содержание
В монографии проанализировано огромное влияние революции цен XVIII в. на экономические и социальные процессы, финансы, жизненный уровень, положение отдельных сословий, развитие крепостного права, европеизацию страны. Б. Н. определил факторы динамики и географии цен и их относительное значение, оценил степень зависимости российских цен от мировых и меру включения в мировой хлебный рынок, построил модели ценообразования. С помощью математического анализа географии и динамики местных цен им установлено время, когда сформировался всероссийский рынок — вторая половина XVIII в., что подтвердило результаты, полученные на основе анализа движения товаропотоков на внутреннем рынке через ярмарки в монографии «Внутренний рынок России во второй половине XVIII — первой половине XIX в.».

## Новизна монографии
В работе впервые в историографии на основе преимущественно статистических материалов из архивов и периодики получена общая картина движения хлебных и других продовольственных цен в России за 1708—1914 гг. (по губерниям, регионам и стране в целом) и объяснена их динамика социально-экономическими процессами, происходившими в стране. Новизна монографии заключалась не только в оригинальности для советской историографии темы и методики анализа, но и в принципиально новых для социально-экономической истории России выводах, которые изменяли традиционные на тот момент представления.

## Рецензии на монографию
- Мустафин А. Р. «Ведомости одна с другою никакого сходства не имеют»: верификация данных о хлебных ценах в России в XVIII в. // Российская история. 2017. № 2. С. 189—200.
- Третьяков С. Л. Рец. на кн. // История СССР. 1988. № 6. С. 169—171.
- Фёдоров В. А. Рец. на кн. // Вопросы истории. 1987. № 1. С. 110—112.
- Gregory, Paul. Рец. на кн. // The American Historical Review. Vol. 93. February 1988. P. 195.
- Hock, Steven. Рец. на кн. // Slavic Review. Vol. 46. Fall/Winter. 1987. P. 596—597.